# Таганов, Бабамурад Алтыевич
Бабамурад Алтыевич Таганов (туркм. Babamyrat Taganow) — туркменский государственный деятель.

## Биография
Родился в 1968 году в генгешлике Гарамахмыт Сакарского района.
После окончания Туркменского института народного хозяйства получил специальность «экономист».
1994—2002 — сотрудник Главного управления экономики и финансов Лебапского велаята.
2002—2003 — начальник отдела экономики и финансов Главного управления образования Лебапского велаята.
2003—2007 — сотрудник Лебапского управления Государственного коммерческого банка Туркменистана «Туркменистан».
2007—2009 — заместитель начальника Главного управления экономики и финансов Лебапского велаята, начальник Главного управления финансов Лебапского велаята, заместитель, начальник Главного управления экономики и развития Лебапского велаята.
29.09.2009 — 11.01.2013 — заместитель министра экономики и развития Туркменистана.
11.01.2013 — 07.07.2014 — министр экономики и развития Туркменистана. В качестве министра курировал реализацию в стране «Национальной программы президента Туркменистана по преобразованию социально-бытовых условий населения сёл, посёлков, городов этрапов и этрапских центров на период до 2020 года». 7 июля 2014 года уволен в связи с переходом на другую работу.
После отставки преподаёт в Туркменском государственном институте экономики и управления.